# Lestes pruinescens
Lestes pruinescens – gatunek ważki z rodziny pałątkowatych (Lestidae).